# NGC 4725
NGC 4725 is een balkspiraalstelsel in het sterrenbeeld Hoofdhaar. Het hemelobject ligt 41 miljoen lichtjaar van de Aarde verwijderd en werd op 10 april 1785 ontdekt door de Duits-Britse astronoom William Herschel.

## Synoniemen
- UGC 7989
- MCG 4-30-22
- ZWG 129.27
- KUG 1247+257B
- IRAS 12478+2545
- PGC 43451